# 486

## Събития
- В битката при Соасон франките, предвождани от Хлодвиг I, разгромяват войската на римския управител Сиагрий, създавайки Франкското кралство